# Wandzin (Janów)
Wandzin – część wsi Janów w Polsce położona w województwie mazowieckim, w powiecie sochaczewskim, w gminie Młodzieszyn.
W latach 1975–1998 Wandzin położony był w województwie skierniewickim.